# ليديا مولاندر
ليديا مولاندر (بالسويدية: Lydia Molander) هي مغنية وممثلة سويدية، ولدت في 22 ديسمبر 1851 في يفله في السويد، وتوفيت في 1929.